# Stephanie Beatriz
Stephanie Beatriz Bischoff Alvizuri, meglio nota come Stephanie Beatriz (Neuquén, 10 febbraio 1981), è un'attrice argentina naturalizzata statunitense, principalmente nota per il ruolo della detective Rosa Diaz nella serie televisiva Brooklyn Nine-Nine.

## Biografia
Stephanie Beatriz nasce a Neuquén, in Argentina, da padre colombiano di origini in parte tedesche e da madre boliviana, ma emigra con la famiglia negli Stati Uniti all'età di tre anni, più precisamente a Webster (nel Texas), dove cresce e frequenta le scuole.
Dopo aver svolto una lunga gavetta a teatro, solcando i palcoscenici, tra gli altri, del Theatreworks USA, del The Old Globe Theatre e dello Yale Repertory Theatre, esordisce sul piccolo schermo nel 2009, con un piccolo ruolo in un episodio della serie drammatico-poliziesca The Closer, seguito da altre partecipate in serie come Modern Family (dove interpreta il personaggio ricorrente di Sonia, sorella minore di Gloria), Southland e Jessie; nel frattempo, esordisce anche sul grande schermo, recitando una piccola parte nell'acclamato film indipendente Short Term 12 nel 2013.
Nel 2013, ottiene la parte per cui è maggiormente nota al grande pubblico, quello della dura e burbera detective Rosa Diaz nella serie comico-poliziesca Brooklyn Nine-Nine; nel 2019 ne ha pure diretto un episodio della sesta stagione, He Said, She Said, esordendo così anche dietro la macchina da presa.
Nel 2016 presta la propria voce al personaggio di Gertie nel film d'animazione L'era glaciale - In rotta di collisione, mentre l'anno successivo è protagonista del drammatico The Light of the Moon (del quale risulta pure produttrice esecutiva), in cui interpreta Bonnie, giovane newyorchese che cerca d'elaborare il trauma d'uno stupro, per il quale riceve il plauso della critica. Nel 2018 figura tra i protagonisti della commedia Half Magic e doppia i personaggi ricorrenti di Chloe Barbash e di Julia in quattro episodi di Bob's Burger e quello di Gina Cazador in ben nove episodi della quinta stagione di BoJack Horseman, mentre l'anno successivo doppia quello del Generale Sconquasso nel film d'animazione The LEGO Movie 2 - Una nuova avventura.
Nel 2020 recita nel film In the Heights - Sognando a New York, trasposizione del musical omonimo di Lin-Manuel Miranda e Quiara Alegría Hudes. L'anno successivo presta la propria voce (sia parlata sia cantata) al personaggio di Mirabel Madrigal nel film d’animazione Disney Encanto.

## Filmografia

### Attrice

#### Cinema
- Short Term 12, regia di Destin Cretton (2013)
- Qualcosa di buono (You're Not You), regia di George C. Wolfe (2014)
- Pee-wee's Big Holiday, regia di John Lee (2016)
- The Light of the Moon, regia di Jessica M. Thompson (2017)
- Half Magic, regia di Heather Graham (2018)
- In the Heights - Sognando a New York (In the Heights), regia di Jon M. Chu (2020)

#### Televisione
- The Closer – serie TV, episodio 5x13 (2009)
- The Smart One, regia di Michael Fresco – film TV (2012)
- Southland – serie TV, episodio 5x04 (2013)
- Jessie – serie TV, episodio 2x12 (2013)
- Modern Family – serie TV, 4 episodi (2013-2020)
- Brooklyn Nine-Nine – serie TV, 144 episodi (2013-2021)
- Hello Ladies – serie TV, episodio 1x02 (2013)
- Into the Dark – serie TV, episodio 1x06 (2018)
- Giorno per giorno (One Day at a Time) – serie TV, episodio 3x01 (2019)
- Reno 911! – serie TV, episodio 7x25 (2020)
- Twisted Metal – serie TV, 22 episodi (2023-2025)
- A Man on the Inside - serie TV, 8 episodi (2024)

#### Cortometraggio
- Closure, regia di Wallace Langham (2016)
- The Unauthorized Bash Brother Experience, regia di Mike Diva e Akiva Schaffer (2019)
- Lilian, regia di Keesha Sharp (2019)
- The Adventures of Whit, regia di Andrew Barchilon (2020)

### Doppiatrice

#### Cinema
- L'era glaciale - In rotta di collisione (Ice Age: Collision Course), regia di Mike Thurmeier e Galen T. Chu (2016)
- Emmet's Holiday Party: A Lego Movie Short (2018) - cortometraggio
- The LEGO Movie 2 - Una nuova avventura (The Lego Movie 2: The Second Part), regia di Mike Mitchell e Trisha Gum (2019)
- Encanto, regia di Byron Howard e Jared Bush (2021)

#### Televisione
- Axe Cop – serie animata, episodio 2x04 (2015)
- The New V.I.P.'s, regia di Mark Brooks – film TV (2015)
- Danger & Eggs – serie animata, 4 episodi (2017)
- Bob's Burgers – serie animata, 4 episodi (2018)
- BoJack Horseman – serie animata, 9 episodi (2018)
- Twelve Forever – serie animata, 2 episodi (2019)
- My Little Pony - L'amicizia è magica – serie animata, 3 episodi (2019)
- Human Discoveries – serie animata, 9 episodi (2019)
- I Griffin (Family Guy) – serie animata, episodio 18x19 (2020)
- Elena di Avalor – serie animata, episodio 3x23 (2020)
- Central Park – serie animata, episodio 1x07 (2020)
- Duck Tales – serie animata, 2 episodi (2020-2021)
- Maya e i tre guerrieri – serie animata, 9 episodi (2021)
- Hazbin Hotel – serie animata (2024)

### Regista
- Brooklyn Nine-Nine – serie TV, episodio 6x08 (2013-2021)

### Produttrice
- The Light of the Moon, regia di Jessica M. Thompson (2017), produttrice esecutiva

## Premi e candidature
Image Awards
- 2014 – Candidatura alla miglior attrice non protagonista in una serie televisiva per Brooklyn Nine-Nine
- 2016 – Candidatura alla miglior attrice non protagonista in una serie televisiva per Brooklyn Nine-Nine

SAG Awards
- 2015 – Candidatura al miglior cast in una serie commedia per Brooklyn Nine-Nine

## Doppiatrici italiane
Nelle versioni in italiano delle opere in cui ha recitato, Stephanie Beatriz è stata doppiata da:
- Giò Giò Rapattoni in Brooklyn Nine-Nine, Giorno per giorno
- Letizia Scifoni in The Closer
- Ilaria Latini in Modern Family
- Jolanda Granato in Qualcosa di buono
- Monica Bertolotti in Pee-wee's Big Holiday
- Perla Liberatori in A Man on the Inside
- Federica De Bortoli in Twisted Metal

Da doppiatrice è stata sostituita da:
- Giulia Santilli in L'era glaciale - In rotta di collisione
- Antonella Baldini in DuckTales
- Irene Di Valmo in BoJack Horseman
- Eva Padoan in The Lego Movie 2 - Una nuova avventura
- Margherita De Risi in Encanto
- Giulia Franceschetti in Hazbin Hotel